# Poèmes saturniens
Poèmes Saturniens è una raccolta di poesie di Paul Verlaine del 1866.
La prima edizione dei Poèmes esce nel 1866, edita da Alphonse Lemerre, con una tirata di 505 esemplari, sostenuta economicamente da Elisa, cugina di Verlaine. Ben accolta da tutta l'élite letteraria, Hugo, Banville, Mallarmé, e tanti altri, anche se quasi nessuno sembra capirne la novità. Verlaine apparentemente sembra rifarsi a Baudelaire, Gautier, Banville, Hugo, ma in effetti egli sta già iniziando a percorrere una strada tutta sua che lo porterà di lì a poco a Romances sans Paroles. Poco prima, nello stesso anno, Verlaine già aveva pubblicato alcune sue poesie nella prima edizione del Parnasse contemporain, tra cui la nota Mon rêve familier che sarà inclusa nei Poèmes Saturniens. 
Io faccio spesso questo sogno strano e penetrante
d'una misteriosa donna, che amo, e che m'ama,
e ch'ogni volta non è mai sempre la stessa,
né mai del tutto un'altra, e m'ama e mi comprende.

Si, mi comprende, e il mio cuore, trasparente,
per lei sola, ah! cessa d'essere un problema
per lei sola, e il madore della mia livida fronte,
lei solo lo sa rinfrescare, piangendo.

È ella bruna, bionda o rossa ? — Io l'ignoro.
Il suo nome? Ricordo ch'è dolce e sonoro
come quello degli amanti dalla Vita esiliati.

Il suo sguardo è simile a quello delle statue,
e, la sua voce, lontana, calma, e grave, ha
il suono delle care voci ormai estinte.
Le altre sei delle sette poesie dei Poèmes Saturniens pubblicate precedentemente nel Parnasse contemporain sono: Il bacio, Dans les bois, Cauchemar, Sub urbe, Marine, e Angoisse. Mentre altre due compaiono invece nella Revue du XIX secolo: Nuit du Walpurgis classique (sotto il titolo di: Walpurgis classique, nell'agosto 1866) e Grotesques (nel numero di ottobre-dicembre 1866).

## Genesi e pubblicazione della raccolta
Si sanno poche cose sulla genesi della prima raccolta poetica di Verlaine. La materia essendo essenzialmente stata composta, secondo il loro autore, all'epoca quando egli frequentava il liceo, « en rhétorique et en seconde, plusieurs même en troisième (pardon !) ». La critica moderna non ha tuttavia accolta senza una certa circospezione questa affermazione: « Si esita, salvo forse per qualche poesia come Nocturne parisien, a credere che la quasi totalità di queste poesie sia stata scritta negli anni di liceo », scrive così Jacques Borel nell'edizione che egli fece dei Poèmes saturniens.
Ma il punto discusso è se i Poèmes saturniens riprenderanno essenzialmente il progetto di un volume intitolato Poèmes et Sonnets, e che se ciò avrebbe dunque, similarmente alla Philomena di Catulle Mendès, comportato due parti. Il titolo definitivo (e, probabilmente, l'organizzazione definitiva dell'opera) sarebbe apparsa nel 1865, avendo Verlaine allora composto la poesia di apertura a mo' di introduzione.
I Poèmes saturniens vengono pubblicati nel novembre del 1866 presso Lemerre, contemporaneamente a Le Reliquaire di François Coppée. Pubblicata secondo la regola edita di Alphonse Lemerre (e così tutti i volumi di Verlaine fino a Jadis et Naguère) sono pubblicati a spese dell'autore, essendo l'edizione finanziata dalla cugina di Verlaine, Elisa Moncomble..

## Composizione

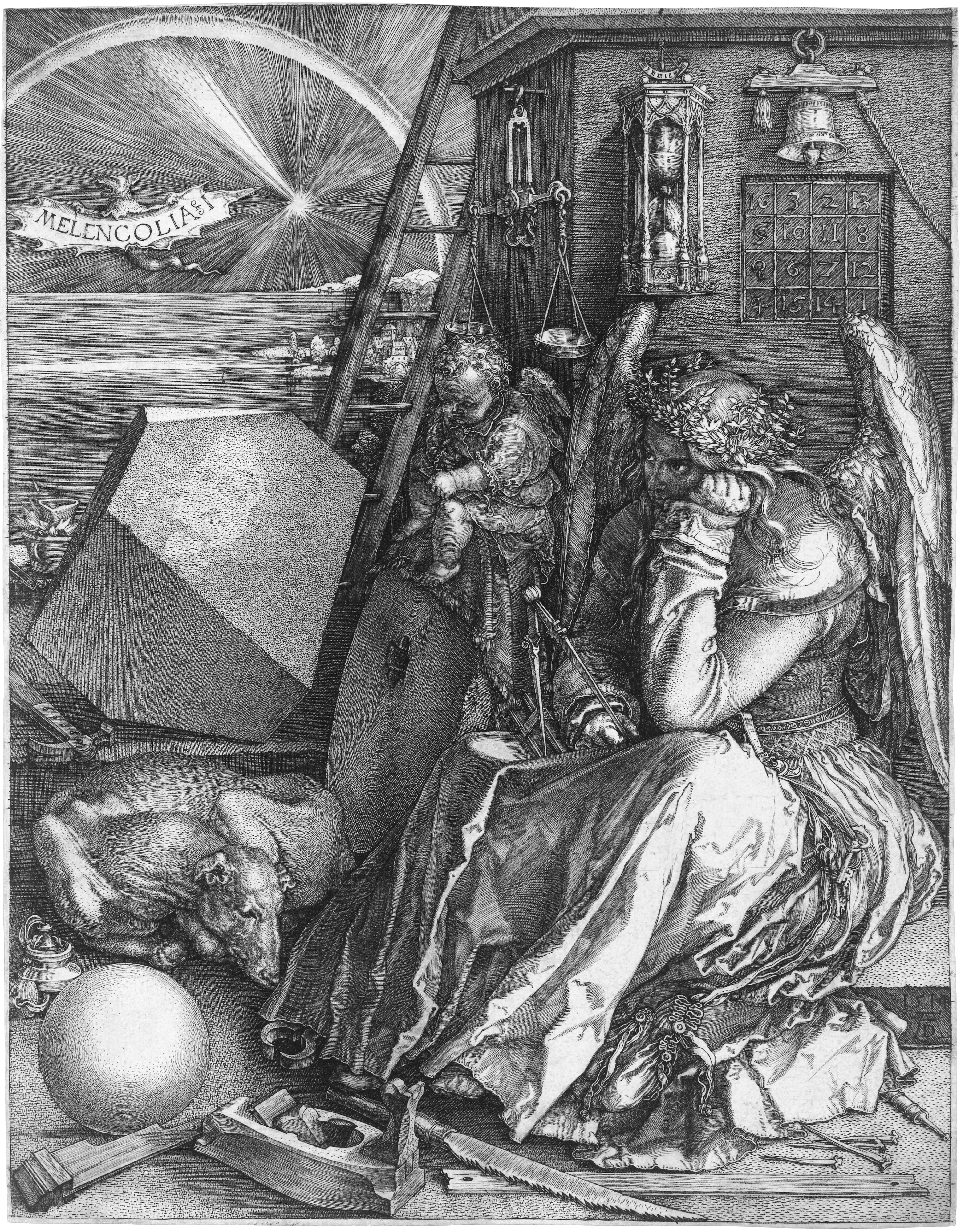
Melancholia, di Albrecht Dürer

La logica della raccolta ubbidisce in parte a una « rhétorique du livre » (retorica del libro) che porta il marchio dell'epoca della sua composizione: così la simmetria del prologo e dell'epilogo è direttamente ispirata dalla Philoména di Catulle Mendès, mentre la divisione in sezioni avvicina evidentemente la raccolta di Verlaine a Les Fleurs du Mal di Charles Baudelaire, dove si trovano delle sezioni similari. Ci si trova pienamente in questa volontà d'elaborazione dell'« architecture secrète » che Barbey d'Aurevilly percepiva in Les Fleurs du mal.
L'ultima parte, tuttavia, non obbedisce a questa logica architettonica che sembra dover presiedere all'insieme della raccolta: le dodici poesie che la compongono sono eclettiche e non sono integrate in nessuna sezione. Questa apparente dispersione è del resto preparata per l'ultima delle sezioni della raccolta, il cui il titolo - Caprices - dice abbastanza del fatto che essa non obbedisce più alla legge della composizione ponderata, ma a quella dell'ispirazione spontanea..
È possibile che Verlaine non sia arrivato ad integrare in un insieme coerente la totalità delle poesie che compongono i Poèmes saturniens, per cui la composizione aveva preceduto il progetto della raccolta. Si è ugualmente potuto supporre che le ultime dodici poesie essendo state aggiunte essenzialmente al fine di aumentare il volume del libro. Verlaine avrebbe così manifestato lo stesso orrore di Baudelaire per il formato della « plaquette ».

### «Les Sages d'autrefois...»
La poesia di apertura è inserita all'inizio della raccolta sulla scia baudelairiana, essendo Les Fleurs du mal stati qualificati come « livre saturnien » dal loro autore nel suo Épigraphe pour un livre condamné:
« Lettore pacifico e bucolico,
sobrio, davvero, e ingenuo,
butta questo libro saturnino,
orgiastico e malinconico. »
Se Verlaine convoca Saturno, lo fa perché è il pianeta tutelare dei malinconici, benché la parola stessa malinconia non appaia nella poesia (usata però come titolo della prima sezione della raccolta), non più che la parola « spleen », troppo evidentemente associata al suo uso baudelairiano. Questi Saturniens, tra i quali si pone Verlaine, raffigurano una sorta di comunità (marcata con il « noi (nous) » che appare verso la fine della poesia), comunità immaginaria alla quale si trovano associati tutti coloro che subiscono l'influenza del « selvaggio pianeta (fauve planète). »
La rivendicazione di questa comunità ristretta, marginale, con coloro che « hanno fra l'altro [...] / un bel po' di sfortuna e un bel po' di bile », ripete in altro modo l'empatia che richiedeva Baudelaire ai suoi lettori: « Leggimi, per imparare ad amarmi; / anima curiosa che soffri », prescriveva il poeta di Les Fleurs du Mal, destinando alla gémonies coloro la cui simpatia al suo riguardo non fosse stata sufficiente a condurli alla commozione.. La comunità dei « Saturniens » che inventa Verlaine funziona finalmente sullo stesso registro selettivo ed esclusivo dei destinatari (accettazione dei Saturniens, esclusione degli altri, di coloro che Baudelaire chiamava « persone sobrie ed ingenue davvero  » e che lui li pregava di gettare il suo libro), in modo che questo non fosse più legato a loro, come per Baudelaire, a una situazione particolare (il processo e la condanna di Les Fleurs du Mal), ma che funziona « drammatizzando il conflitto per proiettarlo al rango della condizione universale del soggetto. » « In questo contesto, conclude Arnaud Bernadet, tutta la comunicazione dell'intimo sarà necessariamente morbosa, a immagine di questo veleno "raro", la bile nera della malinconia che brucia "come una lava". »

### Prologue
Il prologo esplora e ricapitola i rapporti tra il poeta e la comunità degli uomini, dopo una mitica età dell'oro nel corso del quale « Un legame grandiosamente materno / legava lo Kçhatrya sereno al calmo Cantore », fino al tempo presente, che segna la separazione del sogno e dell'azione :
« - Oggi, l'Azione e il Sogno hanno spezzato
il primitivo patto da secoli usato »
scrive Verlaine nei versi al trasparente intertesto baudelairiano.

### Melancholia
I. Résignation - II.Nevermore - III. Après trois ans - IV. Vœu - V. Lassitude - VI. Mon rêve familier - VII. À une femme - VIII. L'Angoisse.
Questa sezione è dedicata a Ernest Boutier (proprio l'amico di Verlaine che gli aveva fatto conoscere Alphonse Lemerre)
Il titolo di questa sezione è forse ispirato all'incisione di Dürer dall'identico nome, di cui Verlaine possedeva una acquaforte. Può trattarsi ugualmente di un riferimento a Victor Hugo, che aveva intitolato così la seconda poesia del libro III delle Contemplations. Essa doveva contenere inizialmente le poesie Effet de nuit e Grotesques, alla fine integrate nella sezione Eaux-fortes, scelta verosimilmente motivata da considerazioni di coerenza formale: in effetti, con l'esclusione di queste due poesie, la sezione Mélancholia resta costituita dai sonetti (sonetti invertiti nel caso di Résignation, ovvero le terzine con le quartine).

### Eaux-Fortes

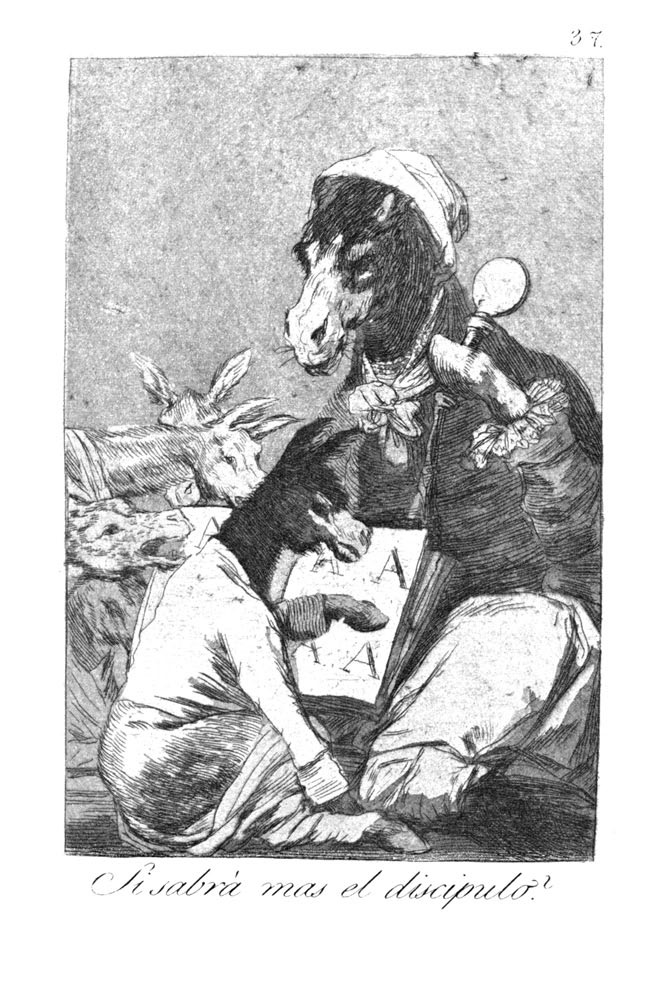
Una incisione della serie Caprices, di Francisco Goya (1799)

I. Croquis parisien - II. Cauchemar - III. Marine - IV. Effet de nuit - V. Grotesques
Questa sezione è dedicata a François Coppée.
Il titolo di questa sezione è ispirato da due articoli di Baudelaire: « L'eau forte est à la mode » e « Peintres et aqua-fortistes ». Il lavoro per mezzo dell'ago ne fa il tipo di incisione più atta ad esprimere « il carattere personale dell'artista », ciò che porta il poeta di Les Fleurs du Mal, ad affermare che l'acquaforte (eau-forte) è « tra le differenti espressioni dell'arte plastica, [quella] che si avvicina di più all'espressione letteraria. »
Verlaine a sua volta, nel suo studio 1865 su Baudelaire, definisce certe poesie di Les Fleurs du Mal (les deux Crépuscules, Petites Vieilles, Sept vieillards) delle « meravigliose acqueforti (eaux-fortes) » « à la Rembrandt. »

### Paysages tristes
I. Soleils couchants - II. Crépuscule du soir mystique - III. Promenade sentimentale - IV. Nuit du Walpurgis classique - V. Chanson d'automne - VI. L'Heure du berger - VII. Le Rossignol
Questa sezione è dedicata a Catulle Mendès.

### Caprices
I. Femme et chatte - II. Jésuitisme - III. La Chanson des ingénues - IV. Une grande dame - V. Monsieur Prudhomme
Questa sezione è dedicata al poeta Henry Winter, che aveva collaborato alla prima raccolta di Parnasse contemporain.

### Autres poèmes
Initium - Çavitrî - Sub urbe - Sérénade - Un dahlia - Nevermore - Il bacio -  
Dans les bois - Nocturne parisien - Marco - César Borgia - La Mort de Philippe II

## Accoglienza deiPoèmes saturniens
I Poèmes saturniens sono stati stampati in 491 esemplari. Il fatto che questa tiratura non si sia esaurita nemmeno venti anni più tardi indica che la pubblicazione di questa prima opera di Verlaine non è stata affatto percepita dai suoi contemporanei, e compresa in seno alla media letteraria, come un avvenimento considerevole.

## (FR)Poèmes Saturniens

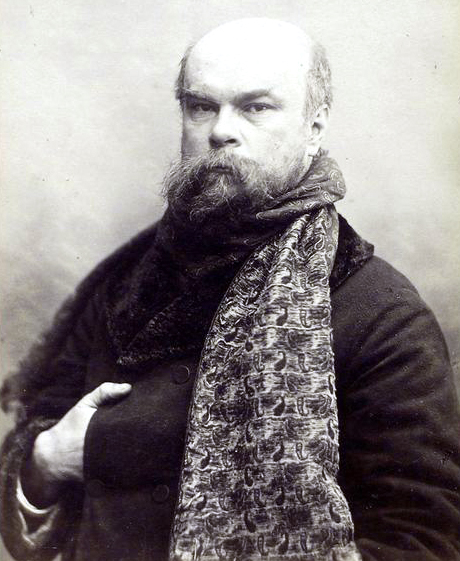
Fotografia di Paul Verlaine

- Les Sages d’autrefois, qui valaient bien ceux-ci…
- Prologue (Dans ces temps fabuleux, les limbes de l'histoire…)
- Melancholia (À Ernest Boutier.)
  - I. Résignation
  - II. Nevermore
  - III. s:fr:Après trois ans
  - IV. Vœu
  - V. Lassitude
  - VI. s:fr:Mon rêve familier
  - VII. s:fr:À une femme
  - VIII. s:fr:L'Angoisse
- Eaux-fortes (À François Coppée.)
  - I. s:fr:Croquis parisien
  - II. Cauchemar
  - III. s:fr:Marine
  - IV. s:fr:Effet de nuit
  - V. s:fr:Grotesques
- Paysages tristes (À Catulle Mendès.)
  - I. s:fr:Soleils couchants
  - II. s:fr:Crépuscule du soir mystique
  - III. s:fr:Promenade sentimentale
  - IV. s:fr:Nuit du Walpurgis classique
  - V. s:fr:Chanson d'automne
  - VI. s:fr:L'Heure du berger
  - VII. s:fr:Le Rossignol
- Caprices (À Henry Winter)
  - I. s:fr:Femme et chatte
  - II. s:fr:Jésuitisme
  - III. s:fr:La Chanson des ingénues
  - IV. s:fr:Une grande dame
  - V. s:fr:Monsieur Prudhomme

- s:fr:Initium
- s:fr:Çavitri
- s:fr:Sub urbe
- Sérénade
- s:fr:Un dahlia
- Nevermore
- s:fr:Il bacio
- Dans les bois
- s:fr:Nocturne parisien
- s:fr:Marco
- s:fr:César Borgia
- s:fr:La Mort de Philippe II

- Épilogue

### Edizioni deiPoèmes Saturniensutilizzate
- (FR)   Martine Bercot (éd.), Paul Verlaine, Poèmes saturniens, Le Livre de poche, Paris, 1996.
- (FR)  Jacques Borel (éd.), Paul Verlaine, Fêtes galantes, Romances sans paroles, précédés de Poèmes saturniens, Gallimard, Poésie, Paris, 1973
- (FR)  Y.-G. Le Dantec et Jacques Borel (éd.), Œuvres poétiques complètes, Gallimard, Bibliothèque de la Pléiade, Paris, 1962
- (FR)  Jacques Robichez (éd.), Paul Verlaine, Œuvres poétiques, Garnier, Classiques, Paris, 1986.